# Sloboda tiska
Sloboda tiska je sloboda medija za objavljivanje i širenje informacija ili mišljenja, bilo putem tiska ili elektronskih medija bez ikakve kontrole vlasti ili cenzure. Sloboda tiska označava slobodno društvo i demokratsko upravljanje.
Postoji nekoliko nevladinih organizacija koje uz ocjenjivanje nekoliko kriterija određivanju stupnja slobode medija u svijetu. Poznate su primjerice organizacija reporteri bez granica ili Freedom House.